# Имеретинцы

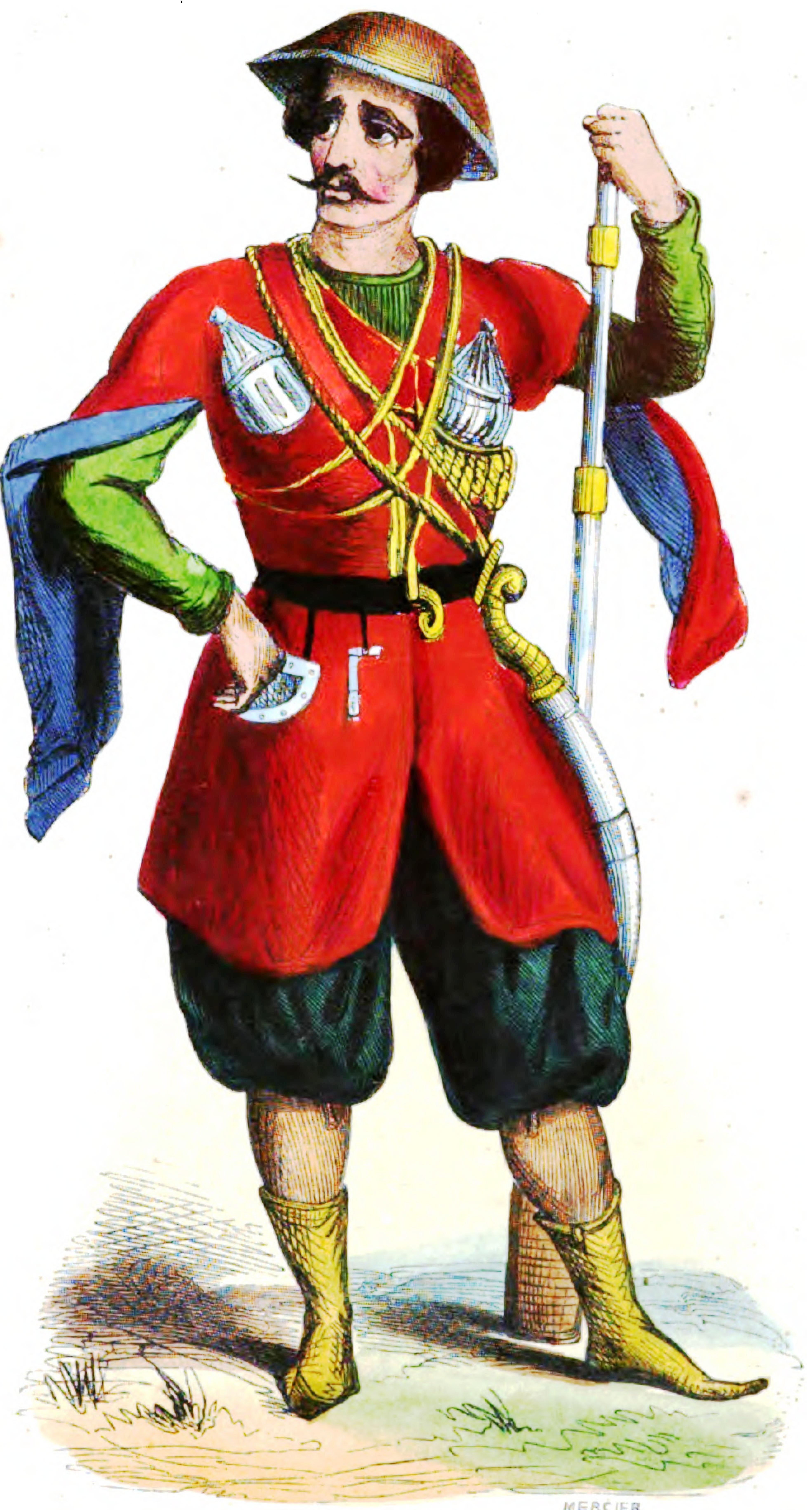
Имеретинский князь

Имерети́нцы, имерети́ны (груз. იმერლები) — одна из самых крупных  этнографических групп грузин, население области Имерети в западной Грузии.

## Описание
Говорят на имеретинском диалекте грузинского языка; в прошлом отличались некоторыми локальными особенностями культуры и быта.
Антропологически имеретинцам свойственно иметь чёрные, светлые волосы, голубые, карие, порой и с бирюзовым оттенком глаза, в чертах лица наблюдаются понтийское влияние, речь быстрая, темпераментная.

## История
В 1555 году Имеретинское царство формально подчинилось османской империи. В регионе появляются турецкие крепости.
С этого периода Имерети превращается в центр работорговли, откуда в Турцию ежегодно вывозилось до 100 тысяч невольников.
- Только царю Имерети Соломону I (правил в 1752-1784 годах) удалось укрепить царскую власть. Он запретил работорговлю, а также стремился к объединению Западной Грузии. Многолетняя война Соломона I с турками ознаменовалась Хресильской победой[2] 1757 года и военным союзом с царём Картли Ираклием II в 1758 году

Но в 1804 году, не выдержав давления со стороны Турции и Персии царь Соломон II был вынужден подписать соглашение о протекторате Российской империи над Имеретией.
В 1811 году Имерети была преобразована в Имеретинскую область Российской империи.

## Фото

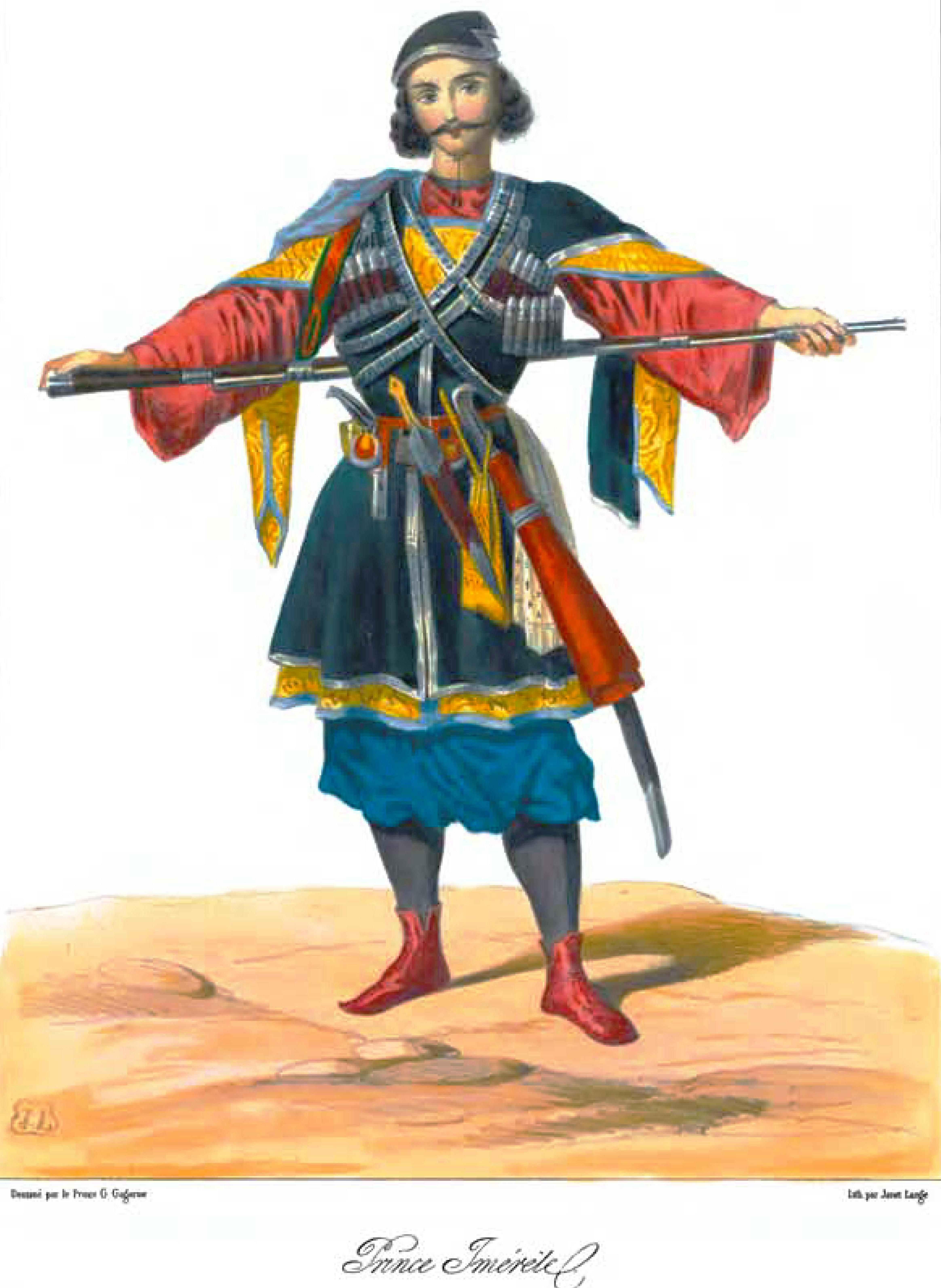
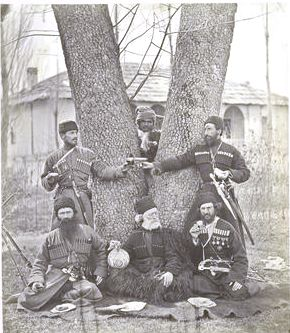
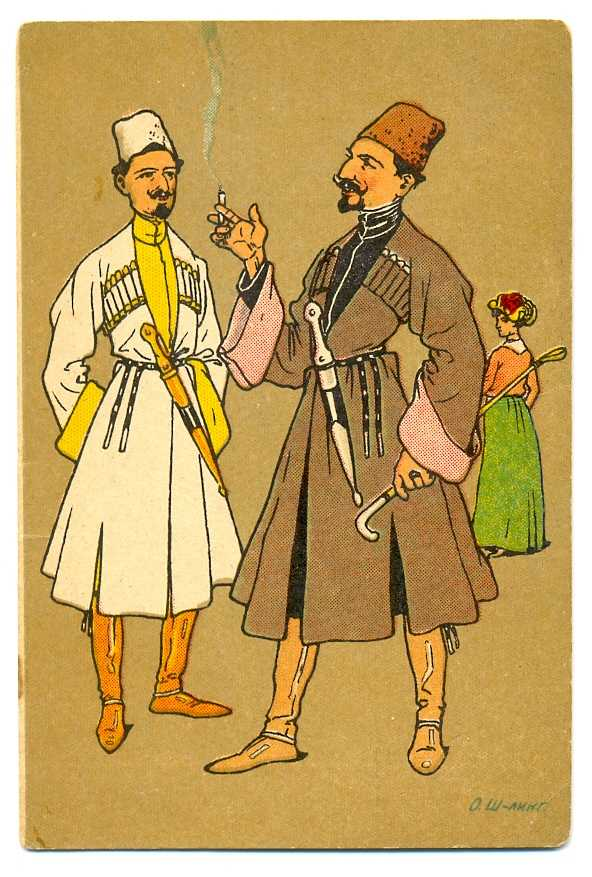
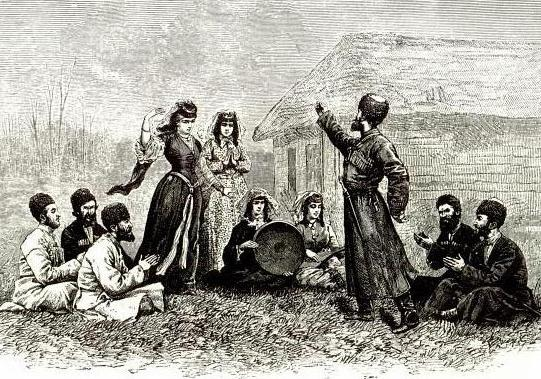
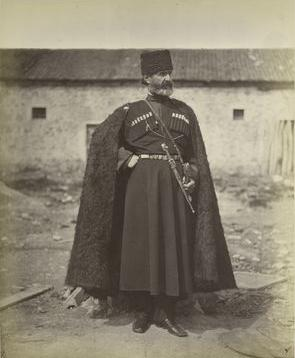
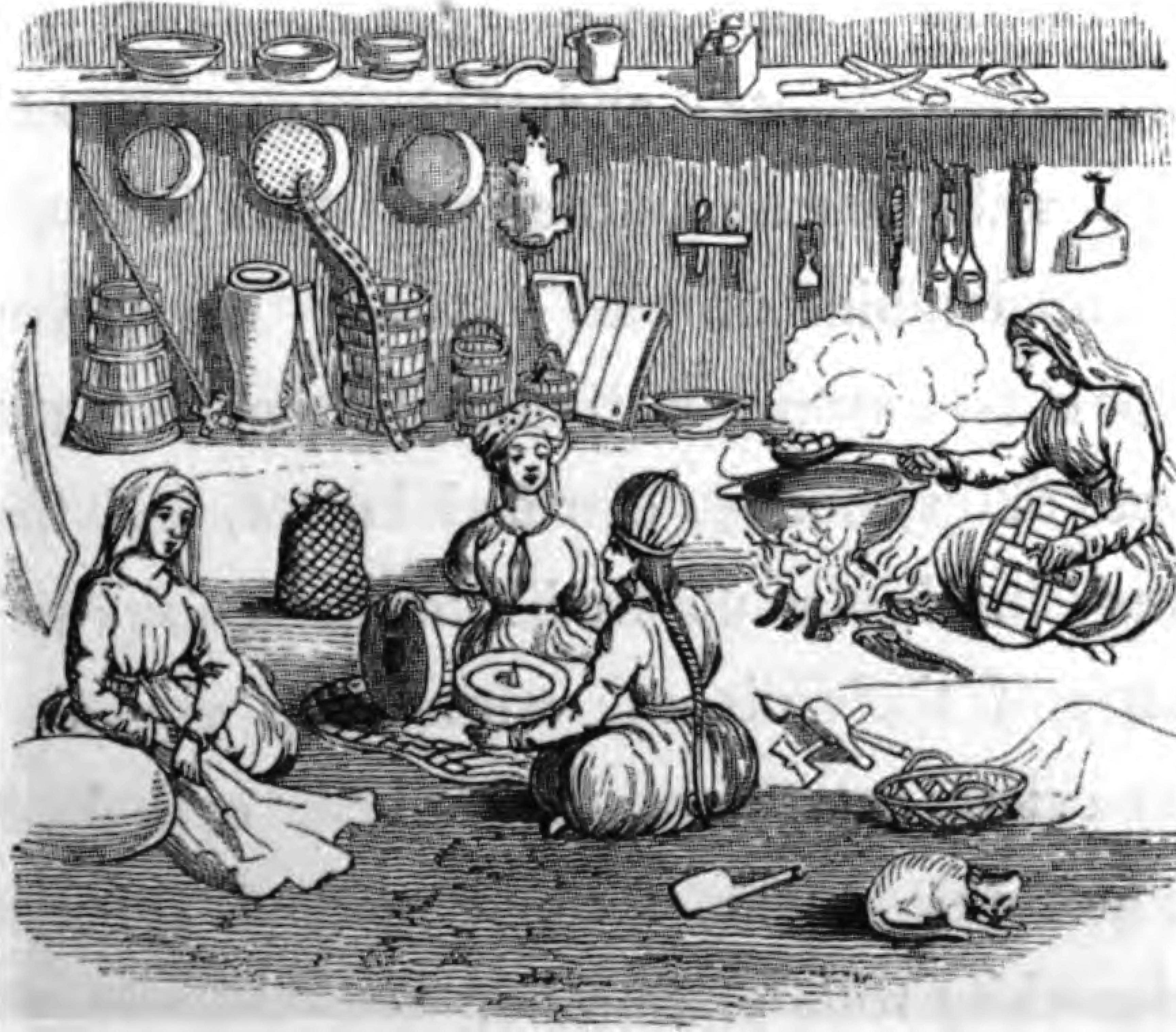
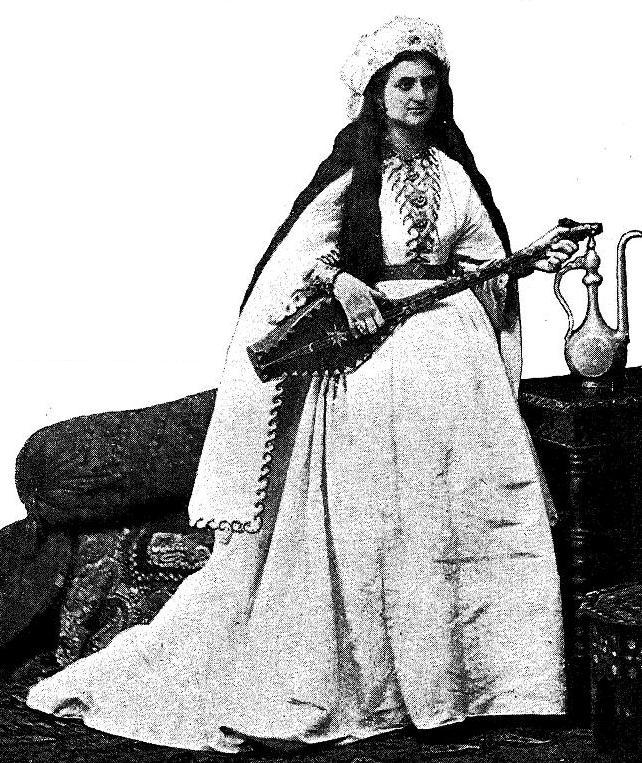
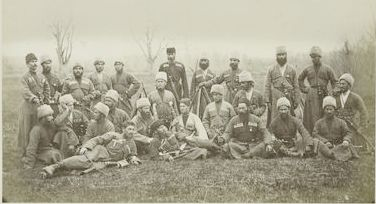